# Décès en mai 2017

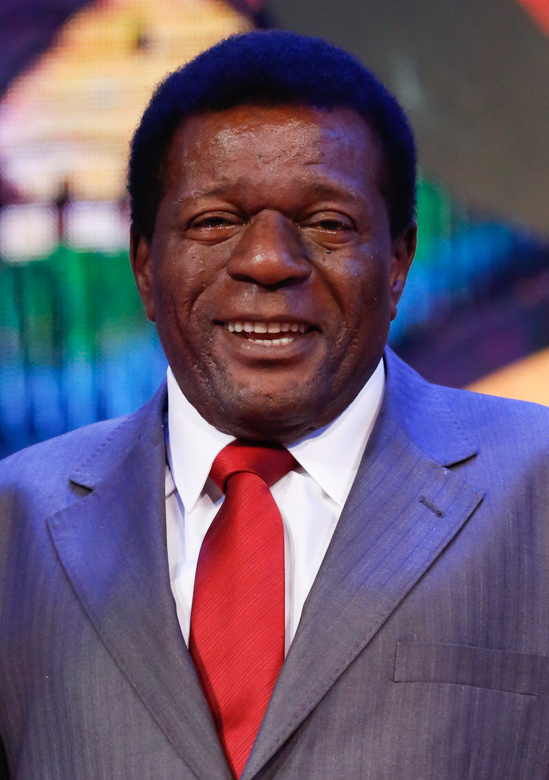
Almir Guineto lors du 25e Prix de la musique brésilienne au Theatro Municipal. Photo : Roberto Filho (14/05/14)

Décès
- 2013
- 2014
- 2015
- 2016
- 2017
- 2018
- 2019
- 2020
- 2021

Pour une information complémentaire, voir la page d'aide.

| Date    | Nom                         | Activités                                                                                                  | Âge   | Source |
| ------- | --------------------------- | --- | ----- | ------ |
| 1er mai | Raul Costa Seibeb           | Coureur cycliste namibien.                                                                                 | 25    |        |
| 1er mai | Pierre Gaspard-Huit         | Réalisateur et scénariste français.                                                                        | 99    |        |
| 1er mai | Erkki Kurenniemi            | Mathématicien et physicien nucléaire finlandais.                                                           | 75    | (fi)   |
| 1er mai | Yuri Lobanov                | Céiste soviétique, champion et médaillé de bronze olympique (1972, 1980).                                  | 64    | (ru)   |
| 1er mai | Éliane Lublin               | Soprano française.                                                                                         | 79    |        |
| 1er mai | Mohamed Talbi               | Historien, professeur d'université et islamologue tunisien.                                                | 95    |        |
| 2 mai   | Harold Bedoya Pizarro       | Général colombien.                                                                                         | 78    | (es)   |
| 2 mai   | Heinz Keßler                | Homme politique allemand.                                                                                  | 97    | (de)   |
| 2 mai   | Paul MacEwan                | Homme politique canadien.                                                                                  | 74    | (en)   |
| 2 mai   | A. R. Penck                 | Artiste peintre, sculpteur et professeur d'université allemand.                                            | 77    |        |
| 2 mai   | Linas Rumšas                | Coureur cycliste lituanien.                                                                                | 21    | (en)   |
| 2 mai   | Karel Schoeman              | Écrivain sud-africain de langue afrikaans.                                                                 | 77    |        |
| 2 mai   | Moray Watson                | Acteur de théatre et de télévision anglais.                                                                | 88    | (en)   |
| 3 mai   | Henri Bayard                | Homme politique français.                                                                                  | 89    |        |
| 3 mai   | Philippe Béguerie           | Résistant français.                                                                                        | 92    |        |
| 3 mai   | Daliah Lavi                 | Actrice et chanteuse israélienne.                                                                          | 74    |        |
| 3 mai   | Yumeji Tsukioka             | Actrice japonaise.                                                                                         | 94    | (en)   |
| 4 mai   | William Baumol              | Économiste américain.                                                                                      | 95    | (en)   |
| 4 mai   | François Gagnon             | Homme politique canadien.                                                                                  | 95    |        |
| 4 mai   | Victor Lanoux               | Acteur, producteur, scénariste et dramaturge français.                                                     | 80    |        |
| 4 mai   | Timo Mäkinen                | Pilote de rallye automobile finlandais.                                                                    | 79    | (en)   |
| 4 mai   | Ruwen Ogien                 | Philosophe libertaire français.                                                                            | 66/68 |        |
| 5 mai   | Binyamin Elon               | Homme politique et rabbin israélien.                                                                       | 62    | (en)   |
| 5 mai   | Corinne Erhel               | Femme politique française.                                                                                 | 50    |        |
| 5 mai   | Adolph Kiefer               | Nageur américain, champion aux Jeux olympiques d'été de 1936.                                              | 98    | (en)   |
| 5 mai   | Bernard Mitton              | Joueur de tennis sud-africain.                                                                             | 62    | (en)   |
| 5 mai   | Ely Ould Mohamed Vall       | Homme politique mauritanien, Président (2005-2007).                                                        | 64    |        |
| 6 mai   | Jesús Galdeano              | Cycliste sur route espagnol.                                                                               | 85    | (es)   |
| 6 mai   | Steven Holcomb              | Bobeur américain, champion et médaillé de bronze olympique (2010, 2014).                                   | 37    | (en)   |
| 6 mai   | Hugh Thomas                 | Historien britannique.                                                                                     | 85    | (es)   |
| 6 mai   | Yves Velan                  | Écrivain suisse.                                                                                           | 91    |        |
| 7 mai   | François Borella            | Universitaire français.                                                                                    | 85    |        |
| 7 mai   | Albert Fouet                | Homme politique français.                                                                                  | 102   |        |
| 7 mai   | Serge Mendjisky             | Peintre et photographe français.                                                                           | 87    |        |
| 7 mai   | Gholam-Reza Pahlavi         | Prince iranien, demi-frère du dernier Chah d'Iran.                                                         | 93    | (fa)   |
| 8 mai   | Cécile DeWitt-Morette       | Physicienne et mathématicienne française.                                                                  | 94    |        |
| 8 mai   | Curt Lowens                 | Acteur allemand.                                                                                           | 91    | (de)   |
| 8 mai   | J. David Molson             | Dirigeant canadien, président du club de hockey sur glace les Canadiens de Montréal.                       | 88    |        |
| 8 mai   | Dave Pell                   | Saxophoniste américain.                                                                                    | 92    | (en)   |
| 8 mai   | Peter Vogel                 | Physicien et artiste cybernétique allemand.                                                                | 80    | (de)   |
| 8 mai   | Claus Peter Witt            | Réalisateur et scénariste allemand.                                                                        | 84    | (de)   |
| 9 mai   | Théo Légitimus              | Acteur français.                                                                                           | 88    |        |
| 9 mai   | Jean Mailland               | Écrivain, parolier et réalisateur français.                                                                | 80    |        |
| 9 mai   | Robert Miles                | DJ et producteur suisse de musique trance.                                                                 | 47    |        |
| 9 mai   | Arthur Moulin               | Homme politique français.                                                                                  | 92    |        |
| 9 mai   | Michael Parks               | Acteur, réalisateur et chanteur américain.                                                                 | 77    | (en)   |
| 9 mai   | Qian Qichen                 | Homme politique et diplomate chinois.                                                                      | 89    | (zh)   |
| 10 mai  | Silvano Basagni             | Tireur sportif italien, médaillé de bronze aux Jeux olympiques d'été de 1972.                              | 78    | (it)   |
| 10 mai  | Geoffrey Bayldon            | Acteur anglais.                                                                                            | 93    |        |
| 10 mai  | Emmanuèle Bernheim          | Romancière, essayiste et scénariste française.                                                             | 61    |        |
| 10 mai  | Moncef El Gaïed             | Footballeur tunisien.                                                                                      | 76    |        |
| 10 mai  | Colette Guillaumin          | Féministe et sociologue française.                                                                         | 83    |        |
| 10 mai  | Ted Hibberd                 | Hockeyeur sur glace canadien, champion aux Jeux olympiques d'hiver de 1948.                                | 91    | (en)   |
| 10 mai  | Nelson Xavier               | Acteur brésilien.                                                                                          | 75    | (pt)   |
| 11 mai  | Aleksandr Bodounov          | Hockeyeur sur glace soviétique puis russe.                                                                 | 65    | (ru)   |
| 11 mai  | Louis Charbonneau           | Écrivain américain.                                                                                        | 93    | (en)   |
| 11 mai  | Clelio Darida               | Homme politique italien.                                                                                   | 90    | (it)   |
| 11 mai  | Roland Gräf                 | Réalisateur et scénariste allemand.                                                                        | 82    | (de)   |
| 11 mai  | Joachim Kaiser              | Musicologue et journaliste allemand.                                                                       | 88    | (de)   |
| 12 mai  | Louis Boyer                 | Homme politique français.                                                                                  | 95    |        |
| 12 mai  | Antonio Candido             | Écrivain, sociologue, professeur et critique littéraire brésilien.                                         | 98    | (pt)   |
| 12 mai  | Alain Colmerauer            | Informaticien français.                                                                                    | 76    |        |
| 12 mai  | Mauno Koivisto              | Homme politique finlandais.                                                                                | 93    | (fi)   |
| 12 mai  | Amotz Zahavi                | Ornithologue israélien.                                                                                    | 89    | (he)   |
| 13 mai  | Ron Bontemps                | Basketteur américain, champion aux Jeux olympiques d'été de 1952.                                          | 90    | (en)   |
| 13 mai  | Bernard Bosson              | Homme politique français.                                                                                  | 69    |        |
| 13 mai  | John Cygan                  | Acteur américain.                                                                                          | 63    | (en)   |
| 13 mai  | Rachid Natouri              | Footballeur algérien.                                                                                      | 71    |        |
| 13 mai  | Manuel Pradal               | Réalisateur et scénariste français.                                                                        | 53    |        |
| 13 mai  | Hugues Royer                | Écrivain et journaliste français.                                                                          | 52    |        |
| 14 mai  | Powers Boothe               | Acteur américain.                                                                                          | 68    | (en)   |
| 14 mai  | Frank Brian                 | Joueur de basket-ball américain.                                                                           | 94    | (en)   |
| 14 mai  | Alain Defossé               | Écrivain et traducteur français.                                                                           | 60    |        |
| 14 mai  | Brad Grey                   | Producteur de télévision et de cinéma américain.                                                           | 59    | (en)   |
| 14 mai  | Tom McClung                 | Pianiste et compositeur américain de jazz.                                                                 | 60    |        |
| 15 mai  | Karl-Otto Apel              | Philosophe allemand.                                                                                       | 95    | (de)   |
| 15 mai  | Herbert R. Axelrod          | Zoologiste et ichtyologue américain.                                                                       | 89    | (en)   |
| 15 mai  | François Fortassin          | Homme politique français.                                                                                  | 77    |        |
| 15 mai  | Nasser Givehchi             | Lutteur iranien, médaillé d'argent aux Jeux olympiques d'été de 1952.                                      | 85    | (en)   |
| 15 mai  | Allan Lawrence              | Athlète de fond australien, médaillé de bronze aux Jeux olympiques d'été de 1956.                          | 77    | (en)   |
| 15 mai  | Paul Van Melle              | Homme de lettres belge.                                                                                    | 91    | (de)   |
| 15 mai  | David Saul                  | Homme politique bermudien.                                                                                 | 77    | (en)   |
| 15 mai  | Javier Valdez Cárdenas      | Journaliste mexicain.                                                                                      | 50    |        |
| 15 mai  | Oleg Vidov                  | Acteur soviétique puis américain.                                                                          | 73    | (en)   |
| 16 mai  | Alain Casabona              | Écrivain français.                                                                                         | 66    |        |
| 16 mai  | Walter Kollmann             | Footballeur autrichien.                                                                                    | 84    |        |
| 16 mai  | Pierre Laborie              | Historien français.                                                                                        | 81    |        |
| 16 mai  | Jacques Servranckx          | Général français.                                                                                          | 89    |        |
| 16 mai  | Robert Vernet-Bonfort       | Artiste, peintre et lithographe français.                                                                  | 82    |        |
| 17 mai  | Michael Bliss               | Historien canadien.                                                                                        | 76    | (en)   |
| 17 mai  | Raúl Córdoba                | Footballeur mexicain.                                                                                      | 93    | (es)   |
| 17 mai  | Viktor Gorbatko             | Cosmonaute soviétique.                                                                                     | 82    | (en)   |
| 17 mai  | Firuz Kazemzadeh            | Historien américain.                                                                                       | 92    | (en)   |
| 17 mai  | Rhodri Morgan               | Homme politique gallois.                                                                                   | 77    | (en)   |
| 17 mai  | Jean Swiatek                | Footballeur français.                                                                                      | 95    |        |
| 17 mai  | Todor Veselinović           | Footballeur puis entraîneur yougoslave puis serbe, médaillé d'argent aux Jeux olympiques d'été de 1956.    | 86    | (sr)   |
| 18 mai  | Roger Ailes                 | Homme d'affaires américain, président de Fox News Channel.                                                 | 77    |        |
| 18 mai  | Chris Cornell               | Chanteur et musicien américain de rock.                                                                    | 52    |        |
| 18 mai  | Anil Madhav Dave            | Homme politique indien.                                                                                    | 60    | (en)   |
| 18 mai  | Jacque Fresco               | Designer, écrivain et architecte américain.                                                                | 101   | (en)   |
| 18 mai  | Reema Lagoo                 | Actrice indienne.                                                                                          | 59    | (en)   |
| 18 mai  | Jim McElreath               | Pilote automobile américain.                                                                               | 89    | (en)   |
| 18 mai  | Frankie Paul                | Musicien et chanteur jamaïcain de reggae.                                                                  | 52    | (en)   |
| 19 mai  | André Bach                  | Général et historien français.                                                                             | 73    |        |
| 19 mai  | Rich Buckler                | Dessinateur américain et scénariste de comics.                                                             | 68    | (en)   |
| 19 mai  | Stanley Greene              | Photojournaliste américain.                                                                                | 68    |        |
| 19 mai  | Roger Haudegand             | Joueur de basket-ball français.                                                                            | 85    |        |
| 19 mai  | Maurice Perche              | Homme politique français.                                                                                  | 92    |        |
| 19 mai  | Stanislav Petrov            | Officier soviétique.                                                                                       | 77    | (en)   |
| 20 mai  | Albert Bouvet               | Coureur cycliste français.                                                                                 | 87    |        |
| 20 mai  | Émile Degelin               | Scénariste et réalisateur belge.                                                                           | 90    |        |
| 20 mai  | Paul Falk                   | Patineur artistique allemand (RFA), champion aux Jeux olympiques d'hiver de 1952.                          | 95    | (de)   |
| 20 mai  | Noel Kinsey                 | Footballeur gallois.                                                                                       | 91    | (en)   |
| 20 mai  | Michael Rank                | Journaliste, traducteur, spécialiste de la Chine et du Tibet anglais.                                      | 67    | (en)   |
| 20 mai  | Aleksandr Volkov            | Homme politique russe.                                                                                     | 65    | (en)   |
| 21 mai  | Lars-Erik Skiöld            | Lutteur suédois, médaillé de bronze aux Jeux olympiques d'été de 1980.                                     | 65    | (sv)   |
| 21 mai  | Lisa Spoonauer              | Actrice américaine.                                                                                        | 44    | (en)   |
| 21 mai  | Bill White                  | Joueur et entraîneur canadien de hockey sur glace.                                                         | 77    | (en)   |
| 22 mai  | Oscar Fulloné               | Entraîneur argentin de football.                                                                           | 78    |        |
| 22 mai  | Nicky Hayden                | Pilote de vitesse moto américain.                                                                          | 35    |        |
| 22 mai  | Viktor Koupreïtchik         | Joueur d'échecs soviétique puis biélorusse.                                                                | 67    | (be)   |
| 22 mai  | Marcel Martin               | Dirigeant français de rugby à XV.                                                                          | 84    |        |
| 22 mai  | Dina Merrill                | Actrice et productrice américaine.                                                                         | 93    | (en)   |
| 22 mai  | Mickey Roker                | Batteur américain.                                                                                         | 84    | (en)   |
| 22 mai  | Julia Viellehner            | Triathlète allemande.                                                                                      | 31    |        |
| 22 mai  | Zbigniew Wodecki            | Musicien polonais.                                                                                         | 67    | (pl)   |
| 23 mai  | Olivier de Berranger        | Prélat catholique français.                                                                                | 78    |        |
| 23 mai  | Irio De Paula               | Auteur-compositeur-interprète et guitariste brésilien puis italien.                                        | 78    | (it)   |
| 23 mai  | Stefano Farina              | Arbitre italien de football.                                                                               | 54    | (it)   |
| 23 mai  | Ernst Gebendinger           | Gymnaste artistique suisse, médaillé d'argent aux Jeux olympiques d'été de 1952.                           | 91    | (de)   |
| 23 mai  | Denise Guénard              | Athlète d'épreuves combinées française.                                                                    | 83    |        |
| 23 mai  | Cortez Kennedy              | Joueur américain de football américain.                                                                    | 48    |        |
| 23 mai  | Nicole Leblanc              | Actrice canadienne.                                                                                        | 75    |        |
| 23 mai  | Roger Moore                 | Acteur britannique.                                                                                        | 89    |        |
| 23 mai  | Viorel Morariu              | Joueur de rugby à XV .                                                                                     | 85    | (ro)   |
| 23 mai  | Patrick van Rensburg        | Diplomate sud-africain.                                                                                    | 85    | (en)   |
| 23 mai  | Raphaël Rimaz               | Homme politique suisse.                                                                                    | 73    |        |
| 23 mai  | Kaoru Yosano                | Homme politique japonais.                                                                                  | 78    | (en)   |
| 24 mai  | Ezekiel Anisi               | Homme politique papou-néo-guinéen.                                                                         | 28    | (en)   |
| 24 mai  | Denis Johnson               | Écrivain américain.                                                                                        | 67    | (en)   |
| 24 mai  | Emmanuel Lamy               | Homme politique français, maire de Saint-Germain-en-Laye.                                                  | 69    |        |
| 24 mai  | Jared Martin                | Acteur américain.                                                                                          | 75    | (en)   |
| 24 mai  | Isabelle Rapin              | Professeure de neurologie et de pédiatrie suisse.                                                          | 89    | (en)   |
| 24 mai  | Pierre Seron                | Auteur de bande dessinée belge.                                                                            | 75    |        |
| 25 mai  | Giovanni Bignami            | Astrophysicien italien.                                                                                    | 73    | (it)   |
| 25 mai  | Jean-Paul Chifflet          | Banquier français.                                                                                         | 67    |        |
| 25 mai  | Herman Gordijn              | Peintre et graphiste néerlandais.                                                                          | 85    | (nl)   |
| 25 mai  | Alistair Horne              | Historien anglais.                                                                                         | 91    | (en)   |
| 25 mai  | Frédérick Leboyer           | Gynécologue et obstétricien français.                                                                      | 98    |        |
| 26 mai  | Toni Bertorelli             | Acteur italien.                                                                                            | 67    | (it)   |
| 26 mai  | Laura Biagiotti             | Styliste italienne.                                                                                        | 73    |        |
| 26 mai  | Zbigniew Brzeziński         | Politologue américain.                                                                                     | 89    | (en)   |
| 26 mai  | Jim Bunning                 | Homme politique américain.                                                                                 | 85    | (en)   |
| 26 mai  | Jean-Karim Fall             | Journaliste franco-sénégalais.                                                                             | 59    |        |
| 27 mai  | Gregg Allman                | Chanteur américain de rock et de blues.                                                                    | 69    | (en)   |
| 28 mai  | Eric Broadley               | Entrepreneur et ingénieur britannique.                                                                     | 88    |        |
| 28 mai  | Élisabeth Chojnacka         | Claveciniste polonaise.                                                                                    | 77    | (pl)   |
| 28 mai  | Marcus Julian Kaye          | DJ anglais.                                                                                                | 45    | (en)   |
| 28 mai  | David E. Kuhl               | Médecin américain.                                                                                         | 87    | (en)   |
| 28 mai  | Jean-Marc Thibault          | Acteur français.                                                                                           | 93    |        |
| 28 mai  | Graham Webb                 | Coureur cycliste britannique.                                                                              | 73    | (en)   |
| 29 mai  | Michael A'Hearn             | Astronome américain.                                                                                       | 76    | (en)   |
| 29 mai  | Ramón Campos                | Basketteur philippin.                                                                                      | 92    | (en)   |
| 29 mai  | Bogdan Dotchev              | Arbitre de football bulgare.                                                                               | 81    | (bg)   |
| 29 mai  | Ayşe Deniz Karacagil        | Militaire turque.                                                                                          | 23/24 | (en)   |
| 29 mai  | Konstantínos Mitsotákis     | Homme politique grec.                                                                                      | 98    | (en)   |
| 29 mai  | Manuel Noriega              | Militaire et homme politique panaméen, dictateur militaire (1984-1990).                                    | 83    |        |
| 29 mai  | Stefano Tatai               | Joueur d'échecs italien.                                                                                   | 79    | (it)   |
| 29 mai  | Nikolay Tatarinov           | Pentathlonien soviétique, médaillé d'argent aux Jeux olympiques d'été de 1960.                             | 89    | (ru)   |
| 29 mai  | Jean Valère                 | Réalisateur français.                                                                                      | 92    |        |
| 30 mai  | Antonio Nicola Cantalamessa | Homme politique italien.                                                                                   | 76    | (it)   |
| 30 mai  | Dominique Nohain            | Acteur, dramaturge, scénariste et metteur en scène français.                                               | 91    |        |
| 30 mai  | Molly Peters                | Actrice britannique.                                                                                       | 75    | (en)   |
| 30 mai  | Elena Verdugo               | Actrice américaine.                                                                                        | 92    | (en)   |
| 31 mai  | Jiří Bělohlávek             | Chef d'orchestre tchèque.                                                                                  | 71    | (de)   |
| 31 mai  | Lubomyr Husar               | Cardinal ukrainien, ancien archevêque majeur de Kiev et primat de l'Église grecque-catholique ukrainienne. | 84    | (en)   |
| 31 mai  | Tino Insana                 | Acteur et scénariste américain.                                                                            | 69    | (en)   |
| 31 mai  | Mohamed Fadhel Khelil       | Homme politique tunisien.                                                                                  |       |        |
| 31 mai  | Fred Koenekamp              | Directeur de la photographie américain.                                                                    | 94    | (en)   |
| 31 mai  | István Szondy               | Pentathlonien hongrois, champion et médaillé de bronze aux Jeux olympiques d'été de 1952.                  | 91    | (hu)   |
| 31 mai  | Diane Torr                  | Artiste canadienne.                                                                                        | 68    | (en)   |
| ? mai   | Ibrahim Malam Dicko         | Imam et djihadiste burkinabé.                                                                              | ±47   | (en)   |